# Gingerland
Gingerland – miasto w Saint Kitts i Nevis; na wyspie Nevis; 500 mieszkańców (2006).